# Escala de Beaufort
A Escala de Beaufort é uma escala empírica que classifica a intensidade dos ventos, tendo em conta a sua velocidade e os efeitos resultantes das ventanias no mar e em terra.  A escala está diretamente relacionada com a dificuldade de realização de manobras nas embarcações em alto-mar, quanto menor o grau mais fácil é, quanto maior o grau mais complicado fica. Foi concebida pelo meteorologista anglo-irlandês Francis Beaufort no início do século XIX. Na década de 1830, a escala de Beaufort já era amplamente utilizada pela Marinha Real Britânica.

## A escala
A escala das forças do vento é descrita para fins práticos pela designação do vento, da faixa de velocidade do vento (em uma ou mais unidades), aspecto do mar, e classificação da força (ou grau) que varia de grau 0 a grau 12, podendo ir além, como por exemplo, até o grau 17.
| Grau | Designação                         | m/s         | km/h      | nós     | Aspecto do mar                                        | Foto do aspecto do mar | Efeitos em terra                                                                                       |
| ---- | ---------------------------------- | ----------- | --------- | ------- | ----------------------------------------------------- | ---------------------- | --- |
| 0    | Calmo ou Calmaria                  | ≤0,2        | <2        | <1      | Espelhado                                             |                        | Fumaça sobe na vertical                                                                                |
| 1    | Aragem ou Bafagem                  | 0,3 a 1,5   | 2 a 5     | 1 a 3   | Pequenas movimentações na superfície do mar           |                        | Fumaça indica direção do vento                                                                         |
| 2    | Brisa leve ou Aragem               | 1,6 a 3,3   | 6 a 11    | 4 a 6   | Ligeira ondulação sem rebentação                      |                        | As folhas das árvores movem; os moinhos começam a trabalhar                                            |
| 3    | Brisa fraca ou Fraco               | 3,4 a 5,4   | 12 a 19   | 7 a 10  | Ondulação até 60 cm, com alguns carneiros             |                        | As folhas agitam-se e as bandeiras desfraldam ao vento                                                 |
| 4    | Brisa moderada ou Moderado         | 5,5 a 7,9   | 20 a 28   | 11 a 16 | Ondulação até 1 m, carneiros frequentes               |                        | Poeira e pequenos papéis levantados; movem-se os galhos das árvores                                    |
| 5    | Brisa forte ou Fresco              | 8 a 10,7    | 29 a 38   | 17 a 21 | Ondulação até 2.5 m, com cristas e muitos carneiros   |                        | Movimentação de grandes galhos e árvores pequenas                                                      |
| 6    | Vento fresco ou Muito fresco       | 10,8 a 13,8 | 39 a 49   | 22 a 27 | Ondas grandes até 3.5 m; borrifos                     |                        | Movem-se os ramos das árvores; dificuldade em manter um guarda chuva aberto; assobio em fios de postes |
| 7    | Vento forte ou Forte               | 13,9 a 17,1 | 50 a 61   | 28 a 33 | Mar revolto até 4.5 m com espuma e borrifos           |                        | Movem-se as árvores grandes; dificuldade em andar contra o vento                                       |
| 8    | Ventania ou Muito forte            | 17,2 a 20,7 | 62 a 74   | 34 a 40 | Mar revolto até 5 m com rebentação e faixas de espuma |                        | Quebram-se galhos de árvores; dificuldade em andar contra o vento; barcos permanecem nos portos        |
| 9    | Ventania forte ou Duro             | 20,8 a 24,4 | 75 a 88   | 41 a 47 | Mar revolto até 7 m; visibilidade precária            |                        | Danos em árvores e pequenas construções; impossível andar contra o vento                               |
| 10   | Tempestade ou Muito Duro           | 24,5 a 28,4 | 89 a 102  | 48 a 55 | Mar revolto até 9 m; superfície do mar branca         |                        | Árvores arrancadas; danos estruturais em construções                                                   |
| 11   | Tempestade violenta ou Tempestuoso | 28,5 a 32,6 | 103 a 117 | 56 a 63 | Mar revolto até 11 m; pequenos navios sobem nas vagas |                        | Estragos generalizados em construções                                                                  |
| 12   | Furacão                            | ≥32,7       | ≥118      | ≥64     | Mar todo de espuma, com até 14 m; visibilidade nula   |                        | Estragos graves e generalizados em construções                                                         |

### Escala estendida
A escala Beaufort foi ampliada em 1946, quando as forças 13 a 17 foram adicionadas. No entanto, as forças 13 a 17 destinavam-se a ser aplicadas apenas em casos especiais, como ciclones tropicais. Hoje em dia, a escala estendida só é utilizada em Taiwan e na China continental, que são frequentemente afetadas por tufões. Internacionalmente, o Manual de Serviços Meteorológicos Marinhos da Organização Meteorológica Mundial (OMM) (edição de 2012) definiu a Escala Beaufort apenas até a força 12 e não houve recomendação sobre o uso da escala estendida.
| Número de Beaufort | Velocidade do vento                  |
| ------------------ | ------------------------------------ |
| 13                 | 72–80 nós 83–92 mph 133–148 km/h     |
| 14                 | 81–89 nós 93–103 mph 149–165 km/h    |
| 15                 | 90–99 nós 104–114 mph 166–183 km/h   |
| 16                 | 100–108 nós 115–125 mph 184–200 km/h |
| 17                 | > 108 nós > 125 mph > 200 km/h       |

A escala Beaufort está para os ventos, assim como a escala de Mercalli está para as atividades sísmicas, estabelecendo características aos ventos de acordo com a velocidade e o poder de destruição.